# Николаос Цярционис
Николаос Георгиу Цярционис (на гръцки: Νικόλαος Τσιαρτσιώνης) е гръцки политик, министър.

## Биография
Николаос Цярционис е роден в македонския град Кожани, Гърция в 1950 година. Учи архитектура в университета в Рим. В периода 1975-2000 практикува свободна професия. Избран е за депутат от Кожани от Нова демокрация през 1996, 2000 и 2004 година. Министър на Македония и Тракия е през периода 2004-2006 година.